# Дэн Вэй
Дэн Вэй (кит. упр. 邓薇, пиньинь Dèng Wéi, р.14 февраля 1993) — китайская тяжелоатлетка, чемпионка летних Олимпийских игр 2016 года, пятикратная чемпионка мира (побеждала в разных весовых категориях), серебряный призёр Азиатских игр 2014 года, победительница первых юношеских Олимпийских игр, чемпионка мира среди юниоров, рекордсменка мира в категории до 63 кг.

## Биография
Родилась в 1993 году в провинции Фуцзянь. В 2010 году 17-летняя Дэн Вэй выиграла чемпионат мира в категории до 58 кг, а также стала чемпионкой юношеских Олимпийских игр. На следующий год китайская тяжелоатлетка выиграла золотую медаль молодёжного чемпионата мира. На чемпионате мира 2013 года Дэн была близка к победе, но в толчке не смогла взять начальный вес. В 2014 году перешла в более тяжёлую весовую категорию и сразу стала чемпионкой мира и завоевала серебряную медаль Азиатских игр.
В 2015 году выиграла мировое первенство в Хьюстоне, став трёхкратной чемпионкой мира, и установила мировой рекорд в толчке — 146 кг. В 2016 году на летних Олимпийских играх в Рио-де-Жанейро Дэн Вэй уверено выиграла золотую медаль в соревнованиях в категории до 63 кг. При этом китаянка улучшила свой рекорд в толчке, взяв вес 147 кг и установила новый мировой рекорд по сумме упражнений — 262 кг.
В начале ноября 2018 года на чемпионате мира в Ашхабаде, тайваньская спортсменка, в весовой категории до 64 кг., завоевала абсолютную золотую медаль, взяв общий вес 252 кг. И в упражнение рывок и в толчке она также завоевала малые золотые медали. Она установила три мировых рекорда в этой новой весовой категории.
На предолимпийском чемпионате мира 2019 года, который проходил в Таиланде, китайская спортсменка завоевала титул чемпионки мира в весовой категории до 64 кг. Общий вес на штанге 261 кг - это мировой рекорд. В упражнении рывок она стала первой, установив мировой рекорд (116 кг), в толкании завоевала малую золотую медаль (145 кг) также с мировым рекордом. 

## Результаты

### Олимпийские игры
| Олимпийские игры    | Категория | Рывок | Толчок | Сумма | Место |
| ------------------- | --------- | ----- | ------ | ----- | ----- |
| Рио-де-Жанейро 2016 | до 63 кг  | 115   | 147    | 262   | 1     |

### Чемпионат мира
| Чемпионат мира | Категория | Рывок | Толчок | Сумма | Место |
| -------------- | --------- | ----- | ------ | ----- | ----- |
| Анталья 2010   | до 58 кг  | 102   | 135    | 237   | 1     |
| Вроцлав 2013   | до 58 кг  | 108   | —      | —     | —     |
| Алма-Ата 2014  | до 63 кг  | 110   | 142    | 252   | 1     |
| Хьюстон 2015   | до 63 кг  | 113   | 146    | 259   | 1     |

### Личные рекорды
| Упражнение | Результат | Дата                            | Место проведения      |
| ---------- | --------- | ------------------------------- | --------------------- |
| Рывок      | 115 кг    | 23 сентября 2014 9 августа 2016 | Инчхон Рио-де-Жанейро |
| Толчок     | 147 кг    | 9 августа 2016                  | Рио-де-Жанейро        |
| Сумма      | 262 кг    | 9 августа 2016                  | Рио-де-Жанейро        |